# Tech-house
La Tech-House è la fusione di due generi differenti: la techno da una parte e l'house dall'altra. Il genere che ne deriva è una techno più ammorbidita, con sonorità mutuate dalla corrente deep house e progressive house. Mantiene comunque una struttura essenziale, con figure ritmiche poco elaborate e arrangiamenti scarni, puntando nella maggior parte dei casi a una modellazione dei suoni, ottenuta attraverso sintetizzatori e software. 
Artisti rappresentanti del genere sono: Fisher, Chris Lake, Ricardo Villalobos, Loco Dice, Acraze, James Hype, Michael Bibi, Cloonee, David Morales, Patrick Topping, Anders Trentemoller, Radio Slave, Audiofly X, Lucien N Luciano, Albo, Carl Cox, James Prana, CamelPhat.